# Gaudenzio Ferrari
Gaudenzio Ferrari (ur. ok. 1475 w Valduggi, zm. 1546 w Mediolanie) – włoski malarz i rzeźbiarz. Prawdopodobnie uczył się pod okiem Bramantina. W jego twórczości można dostrzec wpływy Leonarda da Vinci, Bramantego, Bramantina, Perugina, Rafaela, Dürera. Początkowo pracował we Florencji. W latach 1539–1546 prowadził pracownię w Mediolanie, gdzie pracował dla tamtejszych kościołów. Jego twórczość poświęcona była tematyce religijnej. Namalował m.in. Ostatnią Wieczerzę (1543, kościół Santa Maria della Passione w Mediolanie), Męczeństwo św. Katarzyny (Pinakoteka Brera w Mediolanie), Ucieczkę z Egiptu (element ołtarza w katedrze w Como).